# Заудайка (Ичнянский район)
Зау́дайка (укр. Заудайка) — село,
Заудайский сельский совет,
Ичнянский район,
Черниговская область,
Украина.
Код КОАТУУ — 7421784401. Население по переписи 2021 года составляло 430 человек.
Является административным центром Заудайского сельского совета, в который, кроме того, входит село 
Коршаки.

## Географическое положение
Село Заудайка находится на левом берегу реки Удай,
выше по течению на расстоянии в 4,5 км расположено село Андреевка,
ниже по течению на расстоянии в 1 км расположено село Коршаки,
на противоположном берегу — село Монастырище.
Река в этом месте сильно заболочено (болото Удай), вокруг проведено много ирригационных каналов.
Через село проходит автомобильная дорога Т-2527.

## История
Есть на карте 1812 года
Дата основания — 1580 год. В XIX веке село Заудайка было в составе Монастырыщенской волости Нежинского уезда Черниговской губернии. В селе была Покровская церковь. Священнослужители Покровской церкви:
- 1828 - священник Афанасий Иванович Каминский, дьячек Василий Иосифович Яковский, пономарь Петр Леонтьевич Сильвестров

В 1859 году в владельческом и козачьем селе Заудайка была церковь и 114 дворов где проживало 685 человек (326 мужского и 359 женского пола)

## Экономика
- «Дружба», кооператив.

## Объекты социальной сферы
- Школа I-II ст.
- Детский сад.
- Дом культуры.

## Достопримечательности
- Братская могила советских воинов, погибших при освобождении села в сентябре 1943 г. во время Великой Отечественной войны.
- Покровская церковь, 1905-1910г., построенная на месте сгоревшей деревянной в 1834г.